# Ludwig Schrank

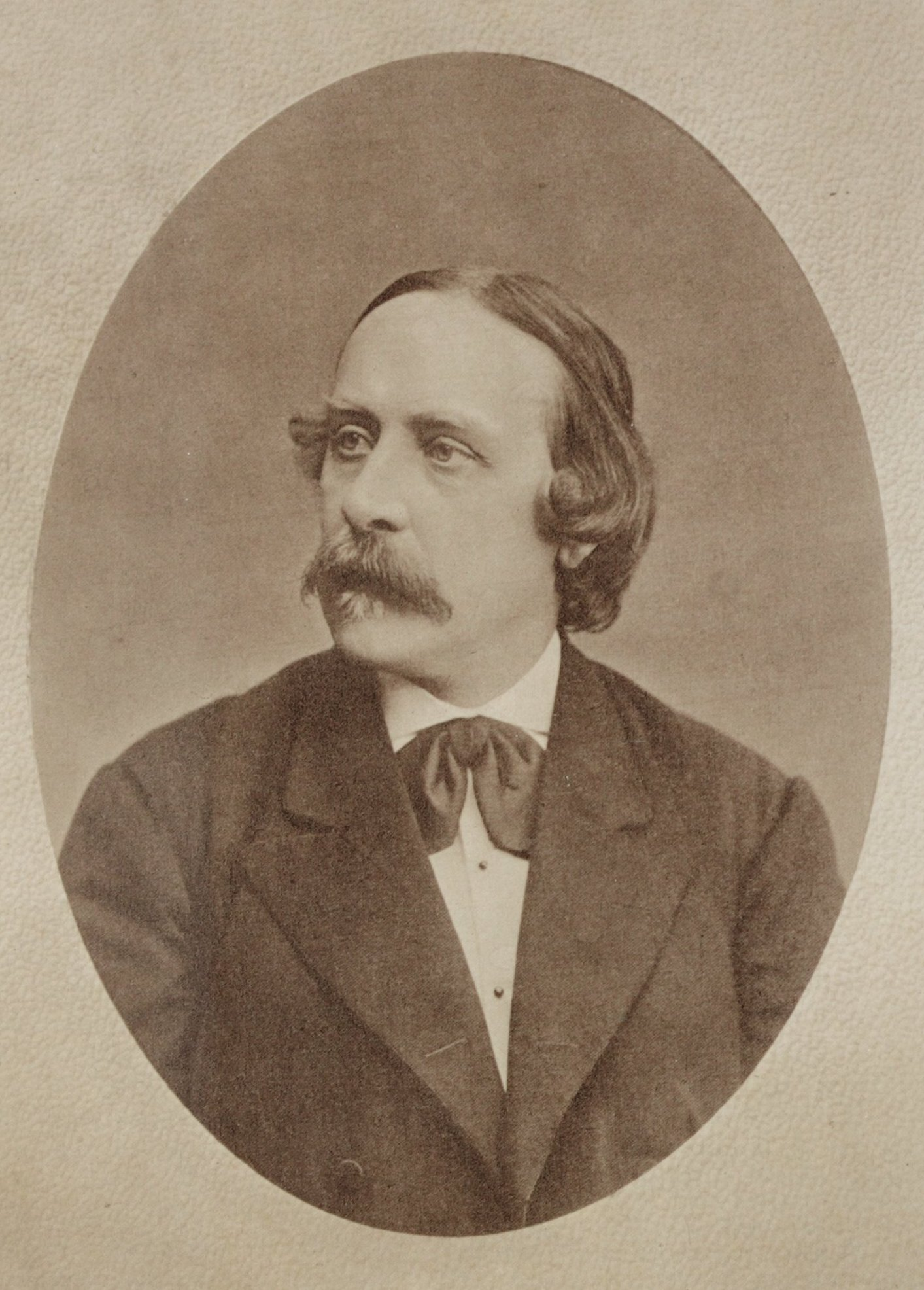
Ludwig Schrank, fotografiert von Fritz Luckhardt

Ludwig Schrank (Pseudonym Louis Mannsfeld; * 24. August 1828 in Wien; † 20. Mai 1905 ebenda) war ein österreichischer Fotograf, Fachschriftsteller und Komponist.

## Leben
Schranks Vater war Kaufmann. Er besuchte das Gymnasium in Wien und studierte anschließend an der Technischen Hochschule Wien Chemie, Physik, Mineralogie und Geognosie. Während seines Studiums arbeitete er auch im Labor von Anton Schrötter von Kristelli.
1846 ging er in den Staatsdienst, den er als Praktikant der k. k. Bergwerksprodukten-Verschleiß-Direktion begann. Nebenbei beschäftigte er sich aber intensiv mit der Technik der Galvanoplastik und mit der Fotografie, die er bald zu seinem Nebenberuf machte, indem er ein eigenes Atelier eröffnete. 1856 heiratete er Auguste Prückner.
1861 gründete Schrank zusammen mit anderen Fotografen die „Photographische Gesellschaft“, die ab 1864 die Zeitschrift „Photographische Korrespondenz“ herausgab, deren Redaktion Schrank besorgte. 1868 gründete Schrank in der Ferdinandstraße in Wien ein neues Atelier, bevor er 1870 ein Atelier zusammen mit Xaver Massak gründete. Im selben Jahr übergab er die Redaktion der Zeitschrift und wurde nun deren Herausgeber. Anschließend widmete er sich mehr und mehr der Musik und schuf unter dem Namen Louis Mannsfeld einige eigene Kompositionen, insbesondere Tanzmusik, Potpourris und Lieder.
In seinem Hauptberuf als Beamter wurde Schrank 1886 Vizedirektor und 1895 Direktor der k. k. Bergwerksprodukten-Verschleiß-Direktion. 1896 trat er mit dem Titel eines Regierungsrates in den Ruhestand.

## Veröffentlichungen (Auswahl)
- Korrespondenz aus Wien. In: Photographisches Archiv. Jg. 1 (1860), S. 249
- Der Rathgeber des praktischen Photographen: ein Leitfaden durch alle Gebiete der Photographie mit Berücksichtigung der neuesten Erfahrungen. Gerold’s Sohn, Wien 1875.
- Farbige Reproductionen. In: Jahrbuch für Photographie und Reproduktionstechnik. Bd. 1(1887), S. 211–214 (Digitalisat).
- Charakteristik im Porträt. In: Jahrbuch für Photographie und Reproduktionstechnik. Bd. 2 (1888), S. 364–367 (Digitalisat).
- Autotypie. In: Jahrbuch für Photographie und Reproduktionstechnik. Bd. 3 (1889), S. 154–157 (Digitalisat).
- Uran-Verstärkung. In: Jahrbuch für Photographie und Reproduktionstechnik. Bd. 4 (1890), S. 169–170 (Digitalisat).
- Halbton-Zinkätzung. In: Jahrbuch für Photographie und Reproduktionstechnik. Bd. 5 (1891), S. 213–215 (Digitalisat).
- Radiometerbeobachtungen. In: Jahrbuch für Photographie und Reproduktionstechnik. Bd. 6 (1892), S. 203–205 (Digitalisat).
- Zur Ausstattung des photographischen Bildes. In: Jahrbuch für Photographie und Reproduktionstechnik. Bd. 7 (1893), S. 15–17 (Digitalisat).
- Der Schutz des Urheberrechtes an Photographien: ein Beitrag zur Herstellung jener Gesetze und internationalen Rechte, welche der Photographie als Kunst und Kunstgewerbe, zum Schutze des realen und geistigen Eigenthums unentbehrlich sind. Knapp, Halle a. S. 1893 (Encyklopädie der Photographie; 1).
- Die photographische Ausstellung künstlerischer Photographien 1891 im Oesterreichischen Museum. In: Photographische Correspondenz (1891), Nr. 369, S. 291–301 (Digitalisat) und Nr. 370, S. 343–350.
- Erinnerung an Dr. Adolf Steinheil. In: Jahrbuch für Photographie und Reproduktionstechnik. Bd. 9 (1895), S. 262–267 (Digitalisat).
- Gegen die Gelbsucht der Albuminbilder. In: Jahrbuch für Photographie und Reproduktionstechnik. Bd. 10 (1896), S. 274f. (Digitalisat).
- Ausstellungs-Reminiscenzen. In: Jahrbuch für Photographie und Reproduktionstechnik. Bd. 11 (1897), S. 124–126 (Digitalisat).
- Der Combinations-Einfarbendruck. In: Jahrbuch für Photographie und Reproduktionstechnik. Bd. 12 (1898), S. 250–252 (Digitalisat).
- Pigment-Entwicklung von der Schichtseite. In: Jahrbuch für Photographie und Reproduktionstechnik. Bd. 13 (1899), S. 392–394 (Digitalisat).
- Plastisches. In: Jahrbuch für Photographie und Reproduktionstechnik. Bd. 14 (1900), S. 299–302 (Digitalisat).
- Der neue Cours. In: Jahrbuch für Photographie und Reproduktionstechnik. Bd. 16 (1902), S. 18–20 (Digitalisat).

## Ehrungen
- Orden der Eisernen Krone, III. Klasse, 1904